# Oreta perobliquilinea
Oreta perobliquilinea is een vlinder uit de familie van de eenstaartjes (Drepanidae). De wetenschappelijke naam van de soort is voor het eerst geldig gepubliceerd in 1923 door Warren.